# Nowa Francja
Nowa Francja (fr. Nouvelle-France) – francuska kolonia w Ameryce Północnej, zwana też Kanadą. Kolonia została założona przez Samuela de Champlaina, który został jej pierwszym gubernatorem generalnym.

## Historia
Choć początkowo Nowa Francja opierała się na typowych dla kolonizacji angielskiej kompaniach handlowych opartych na zasadach merkantylizmu, to wkrótce kolonia weszła pod jurysdykcję króla Francji. Od tego momentu ustrój polityczny Nowej Francji był kopią feudalnej Francji w miniaturze. Na czele kolonii stał gubernator generalny posiadający uprawnienia wicekrólewskie. Choć teoretycznie gubernator posiadał wielką władzę, w praktyce była ona ograniczona przez występowanie dwóch innych potężnych urzędów – intendenta Kompanii Kanady i biskupa Quebecu. Kompetencje tych trzech urzędów pokrywały się częściowo, prowadząc do licznych sporów. Ziemia podzielona była na senioraty, nad którymi feudalny nadzór sprawowali seniorowie. Zobowiązani byli do utworzenia infrastruktury w obrębie swojej jurysdykcji (np. budowy młyna). Podlegali im także koloniści zamieszkujący poszczególne senioraty. Ten sztuczny i nieodpowiadający specyficznym potrzebom system odpowiedzialny był za powolny rozwój kolonii.
Mimo że teoretycznie Nowa Francja obejmowała teren od ujścia Rzeki Św. Wawrzyńca do obszaru Wielkich Jezior, to w praktyce była ograniczona do pasa lądu rozciągającego się pomiędzy miejscami położenia miast – garnizonów: Quebecu, Montrealu oraz Trois Rivières. Znacznie dalej docierały wpływy jezuitów, którzy prowadzili intensywną akcję misjonarską wśród plemion Indian kanadyjskich.

Francuskie terytoria (na niebiesko) w Ameryce Północnej w 1702

Niemniej jednak, francuska Kanada rozwijała się, a dla wielu wolność za oceanem była atrakcyjna. Według spisu z roku 1665, w Nowej Francji istniało 538 gospodarstw domowych obejmujących 3215 ludzi. Po trzydziestu latach liczba ta zwielokrotniła się, tym bardziej, że trwał stały napływ kolonistów dobrowolnych, żołnierzy wybierających pozostanie w Kanadzie oraz zesłańców. W 1723 skierowano tu pierwszą partię 130 zesłańców, głównie drobnych kryminalistów. W 1688 populacja osiągnęła 10 803 mieszkańców, a w 1698 już 13 803. W chwili likwidacji Nowa Francja liczyła ponad 50–60 tys. mieszkańców.
Począwszy od 1730 zaczęły powstawać nowe senioraty, poszerzając granice kolonii. W latach 1731–1755 powstał szereg senioratów nad górnym, środkowym i dolnym biegiem Rzeki Św. Wawrzyńca, w okolicy dzisiejszej Ottawy oraz nad rzekami Richelieu oraz Chambly. Po roku 1660 (?) rozpoczęła się kolonizacja terenów południowego Ontario nad jeziorami Ontario i Erie. Powstały wtedy forty strzegące tego ważnego szlaku komunikacyjnego, np. w dzisiejszym Kingston, Fort Frontenac, Fort Niagara czy Fort Pontchartrain (dzisiejsze Detroit).
Na wschód od tych obszarów znajdowała się inna kolonia francuska, Akadia, zaś na południe, w dolinie rzek Ohio i Missisipi rozciągała się Luizjana.
Podstawą ekonomiczną kolonii było leśnictwo i handel. Od początków XIX w. zaczął się także rozwijać przemysł – głównie szkutniczy, włókienniczy i przeróbki drewna, a także górnictwo. Jednakże najistotniejszym źródłem olbrzymich dochodów było łowiectwo i cały przemysł futrzarski. Mimo stałego oporu Indian, Francuzom udało się stworzyć siatkę szlaków komunikacyjnych oraz drobnych faktorii łowieckich na olbrzymim obszarze sięgającym Gór Skalistych. Kolonia nigdy jednak nie zdołała wykształcić efektywnego rolnictwa i była zależna od dostaw żywnościowych z Europy.
Nowa Francja przestała istnieć w 1763 w wyniku pokoju paryskiego kończącego wojnę siedmioletnią.

## Gubernatorzy Nowej Francji

Nowa Francja około 1750

Gubernator Nowej Francji – spełniający role wicekróla. Do jego kompetencji należały wszelkie sprawy polityczne, w tym i dowództwo siły zbrojnej oraz zewnętrzna reprezentacja kolonii.
| Nazwisko                            | Okres sprawowania władzy | Suweren     |
| ----------------------------------- | ------------------------ | ----------- |
| Samuel de Champlain                 | 1627–1635                | Ludwik XIII |
| Charles de Montmagny                | 1635–1648                | Ludwik XIV  |
| Louis d’Ailleboust de Coulonge      | 1648–1651                | Ludwik XIV  |
| Jean de Lauzon                      | 1651–1657                | Ludwik XIV  |
| Pierre de Voyer d’Argenson          | 1658–1661                | Ludwik XIV  |
| Pierre du Bois d’Avaugour           | 1661–1663                | Ludwik XIV  |
| Augustin de Saffray d’Mesy          | 1663–1665                | Ludwik XIV  |
| Daniel de Rémy                      | 1665–1672                | Ludwik XIV  |
| Louis de Buade de Frontenac         | 1672–1682                | Ludwik XIV  |
| Joseph-Antoine Lefebvre de La Barre | 1682–1685                | Ludwik XIV  |
| Jacques-Rene de Brisay              | 1685–1689                | Ludwik XIV  |
| Louis de Buade de Frontenac         | 1689–1698                | Ludwik XIV  |
| Louis-Hector de Callière            | 1698–1703                | Ludwik XIV  |
| Philippe de Vaudreuil               | 1703–1725                | Ludwik XV   |
| Charles de la Boische               | 1726–1747                | Ludwik XV   |
| Rolland-Michel Barrin               | 1747–1749                | Ludwik XV   |
| Jacques-Pierre de Taffanel          | 1749–1752                | Ludwik XV   |
| Ange Duquesne-Menneville            | 1752–1755                | Ludwik XV   |
| Pierre-François de Rigaud           | 1755–1760                | Ludwik XV   |

## Intendenci Nowej Francji

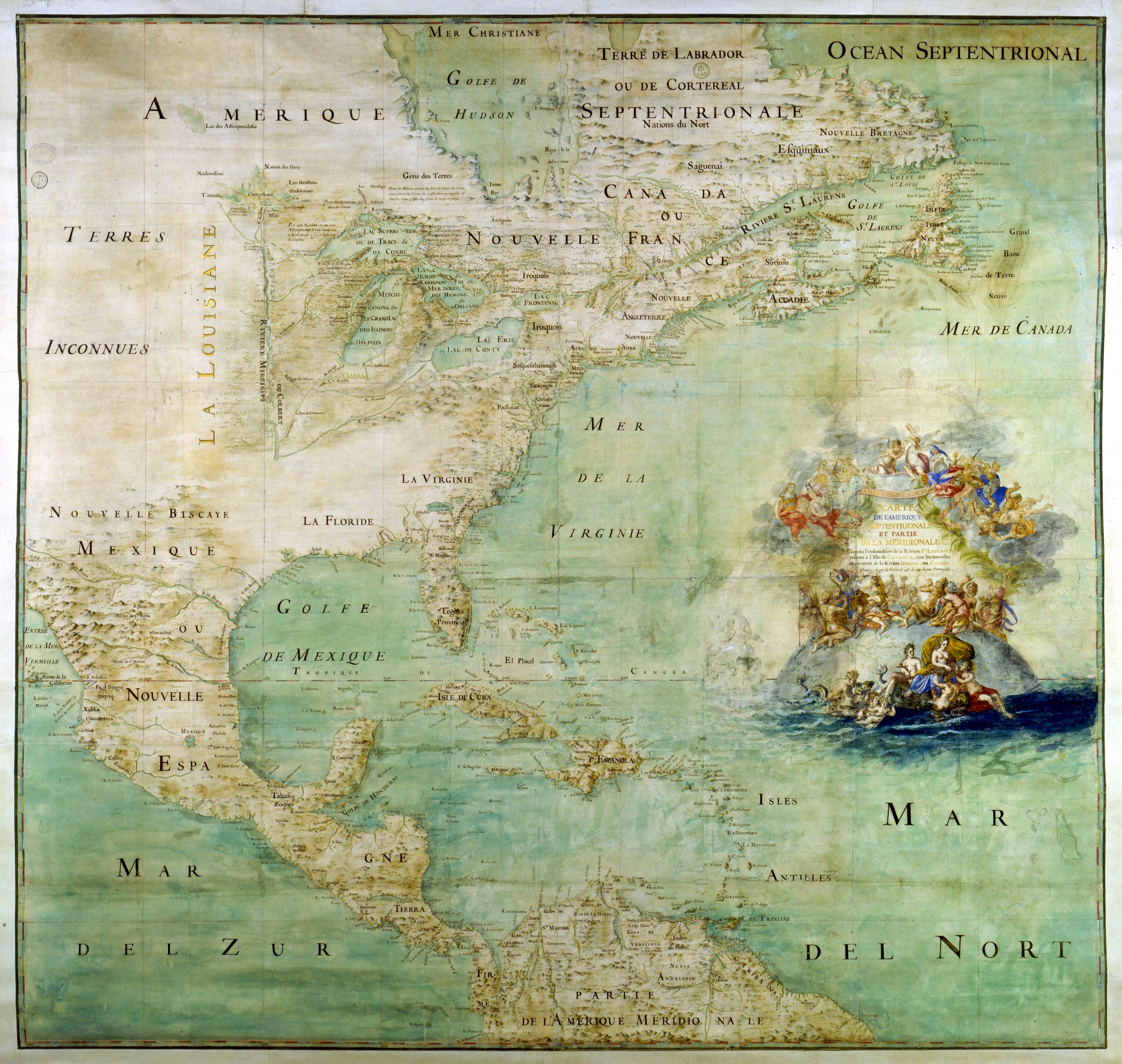
Mapa Ameryki w 1681

Intendent – spełniający funkcje administracyjne, w tym i fiskalne. Intendent zajmował się także organizacją handlu.
| Nazwisko                       | Okres sprawowania władzy |
| ------------------------------ | ------------------------ |
| Jean Talon                     | 1665–1668                |
| Claude de Bouteroue            | 1668–1670                |
| Jean Talon                     | 1670–1672                |
| Jacques Duchesneau             | 1682–1686                |
| Jean Bochard de Champigny      | 1686–1702                |
| Francois de Beauharnois        | 1702–1705                |
| Jacques Raudont Antoine Raudot | 1705–1711                |
| Nichel Begon                   | 1712–1726                |
| Claude Thomas Dupuy            | 1726–1728                |
| Gilles Hocquart                | 1731–1748                |
| Francois Bigot                 | 1748–1760                |

## Biskupi Nowej Francji
Biskup Nowej Francji – choć teoretycznie nie posiadał władzy, spełniał bardzo szerokie funkcje. Jako że szkolnictwo i opieka zdrowotna podlegała Kościołowi, miał olbrzymi wpływ na administrację kraju. Także sprawy cywilne (np. śluby) i ewidencyjne podlegały Kościołowi. Biskup ściśle współpracował z zakonem jezuitów, którego bardzo rozgałęziona sieć misji oraz duże wpływy wśród Indian dawały biskupowi wielkie znaczenie w administracji, szczególnie na rubieżach kolonii.
| Nazwisko                               | Okres sprawowania władzy |
| -------------------------------------- | ------------------------ |
| François de Montmorency Laval          | 1674–1688                |
| Jean Baptiste de La Croix              | 1688–1727                |
| Louis François Duplessis de Mornay     | 1727–1733                |
| Pierre Hermann Dosquet                 | 1733–1739                |
| François Louis Pourroy de Lauberiviere | 1739–1740                |
| Henri-Marie Dubreuil de Pontbriand     | 1741–1760                |

## Hugenoci
Według artykułu drugiego czarteru Compagnie des Cent-Associés z 1627 roku, Nowa Francja mogła być tylko rzymskokatolicka.
W 1666 roku według spisu powszechnego przeprowadzonego przez Jean Talona 3300 osób zamieszkiwało Nową Francję, z czego Hugenoci stanowili zaledwie 300 osób, czyli 1/11 populacji. W 1682 roku populacja kolonii osiągnęła 10 000 osób. W 1685 roku na skutek edyktu z Fontaineblau 800 Hugenotów uciekło do Nowej Francji. Ogółem szacuje się, że w czasie istnienia kolonii 15 000 hugenotów zdołało ją zasiedlić (spośród całej populacji wynoszącej finalnie około 90 000 osób), głównie emigrując z powodów socjoekonomicznych. Co najmniej 2/3 z nich fałszywie podało się organom zarządzającym kolonią za katolików.